# Українські православні чоловічі імена
Українські православні чоловічі імена — список чоловічих православних імен прийнятих у сучасній українській православній традиції за церковним календарем разом з їх значеннями, походженням та днями іменин.

###### Перелік скорочень зликів (категорій) святості
- ап. — апостол
- безср. — безсрібник
- блгв. кн. — благовірний князь
- блж. — блаженний
- мч. — мученик
- прав. — праведний
- прмч. — преподобномученик
- прор. — пророк
- прп. — преподобний
- рівноап. — рівноапостольний
- свт. — святитель
- сщмч. — священномученик

## А
- Або — мч.: січ. 8 (груз.)
- Авакум (Абакум) — пророк. Дні пам'яті: 2 грудня; мч.: лип. 6 і в неділю праотців — любов Божа (д.-євр.)
- Августин — блж.: черв. 15 — величний, священний
- Авда — сщмч.: бер. 31 — слуга (халд.)
- Авделай — мч.: квіт. 17 (перс.)
- Авдикій — мч.: квіт. 10 (перс.)
- Авдифакс — мч.: лип. 6 (перс.)
- Авдієс — мч.: квіт. 9 — слуга Ісуса (д.-євр.)
- Авдій (Овдій) — прор.: лист. 19; мч. (Авид): вер. 5 — слуга Господній (д.-євр.)
- Авдон — мч.: лип. 30 — слуга (д.-євр.)
- Авенір — лист. 19 — світоч (д.-євр.)
- Аверкій (Оверкій) — свт.: жовт. 22; мч.: трав.26 — утримую, змушую до втечі (лат.)
- Авив — прав.: серп. 2; свт.: трав. 7, лист. 29; мч.: січ. 29, бер. 26, вер. 6, лист. 15 — колос (д.-євр.)
- Авид (Авдій) — мч.: вер. 5 (перс.)
- Авим — мч.: сер. 1
- Авксентій (Овксент, Овксен, Оксен) — мч.: груд. 13; прп.: лют. 14, квіт. 18, черв. 12 — примноження (грец.)
- Авкт — мч.: лист. 7 — примножений (лат.)
- Авраам — прав.: жовт. 9 — батько багатьох [народів] (д.-євр.)
- Авраамій — свт.: лют. 14; мч.: квіт. 1; прп.: лют. 4,трав.23
- Аврамій — сщмч.: лют. 4; прп.: лип. 20, серп. 21, вер. 28, жовт. 29
- Автоном — сщмч.: вер. 12 — самостійний (грец.) Авудим — мч.: лип. 15.
- Авундій — прав.: черв. 30; мч.: серп. 13 — рясний (лат.)
- Агав — ап.: січ. 4, квіт. 8
- Агава — прп.: лист. 22
- Агапій — мч.: січ. 24, бер. 15, серп. 19, 21, вер. 20, лист. 3 — любов (грец.)
- Агапит — свт.: лют. 18, квіт. 17; м.ч.: серп. 10; прп.: черв. 1, вер. 28 — улюблений (грец.)
- Агафангел — мч.: січ. 23 — добрий вісник (грец.)
- Агафодор — сщмч.: бер. 7; мч.: жовт. 13 — благий дар (грец.)
- Агафон (Агапон, Гапон) — свт.: лют. 20; прп.: лют. 20, бер. 2, серп. 28 — добро, благо (грец.)
- Агафоник — мч.: серп. 22 — благопереможець (грец.)
- Агафопод — мч.: квіт. 5 — доброногий (грец.)
- Агафопус — мч.: груд. 23 — доброногий (грец.)
- Аггей (Огей, Огій) — прор.: груд. 16 — урочистий, святковий (д.-евр.)
- Аглаїй — мч.: бер. 9 — блискучий (грец.)
- Агн — мч.: бер. 26 — агнець (лат.)
- Адавкт (Давикт) — мч.: жовт. 4 — примножений (лат.)
- Адам — прп.: січ. 14 — людина, червона земля (глина) (д.-євр.)
- Адріан (Андріан, Аядріян) — прмч.: бер. 5, трав. 23, лист. 19; мч.: лют. 3, квіт. 17, серп.26; прп.: серп. 26-з Адрії, держави венетів, або який живе на Адріатичному морі.
- Аєтій — мч.: бер. 6, 9 — орел (грец.)
- Аза — мч.: лист. 19 — сильний, міцний (д.-євр.)
- Азадан — мч.: квіт. 10 (перс.)
- Азарія (Азарій, Азар) — прор.: лют. 3; прав.: груд. 17 — поміч Божа (д.-євр.)
- Азат — мч.: квіт. 14, 17; лист. 20 — вільний (перс.)
- Аїфал — мч.: вер. 1, лист. 3, груд. 11.
- Акакій — свт.: квіт. 17, вер. 15; сгцмч.: трав. 19; мч.: 6ер. 9, трав. 7, лип. 28; прмч.: трав. 1; прп.: лист. 29, лип. 7 — невинний, незлобивий (грец.)
- Акепсій — мч.: груд. 11
- Акепсим — сщмч.: лист. 3; прп.: лист. 3 (перс.)
- Акила — ап.: січ. 4, лип. 14; мч.: січ. 21 — орел (лат.)
- Акиндин — мч.: квіт. 18, серп. 22, лист. 2 — безпечний (грец. "Ἀκίνδυνος")
- Акутіон — мч.: квіт. 21 — гострий, гостріший (лат.)
- Алвіан (Альвіан) — сщмч.: трав. 4 — багатий (грец.)
- Алим — мч.: серп. 1
- Аліпій — прп.: серп. 17, вер. 28, лист. 26 — безпечальний (грец.)
- Алфей — ап.: трав. 26; мч.: вер. 28, лист. 18 — переміна (д.-євр.)
- Алфій — мч.: трав. 10 — від річки Пелопонесу
- Алфей (грец.)
- Амвросій (Амбросій) — свт.: груд. 7; прп.:жовт. 10 — безсмертний, божественний (грец.)
- Амон — прп.: серп. 28. жовт, 4 — піщаний (єгип.)
- Амун — мч.: вер. 1
- Амонит — мч.: лист. 7
- Амос — прор.: черв. 15 — тяжкість, міцність, твердість (д.-євр.)
- Амплій — ап.: січ. 4, жовт. 31 — великий, широкий (лат.)
- Амфиан — мч.: квіт. 2 — окружний (грец.)
- Амфилохій — свт.: жовт. 10, лист. 23; прп.: жовт. 12; мч.: бер. 23-з Амфилохії (грец.)
- Ананія (Ананій) — ап.: січ. 4, жовт. 1; мч.: січ.26, квіт. 17, груд. 1; прав.: груд. 17 — благодать Божа, дарований Богом (д.-євр.)
- Анастасій — свт.: квіт. 20; мч.: січ. 8, 21, квіт.15, жовт. 25, груд. 5; прмч:. січ. 22, 24, вер. 28; прп.: квіт. 20 — воскресіння, воскрешений (грец.)
- Анатолій — мч.: квіт. 23, лист. 20; прп.: лип. 3,серп. 28, вер. 28; свт:. лип. 3 — східний (грец.)
- Ангеляр — рівноангельний.: лип. 27 (болг.)
- Ангій — мч.: бер. 9 — сосуд (грец.)
- Андрій — ап.: черв. 30, лист. 30; свт.: лип. 4;сщмч.: вер. 21; мч.: квіт. 15, трав. 18, серп. 19, вер. 23; прмч.: жовт. 17; прп.: черв. 12, лип. 4, вер. 10, груд. 2; блгв. кн.: трав. 23, черв. 23, лип. 4, жовт. 27; блж.: жовт. 2, 10 — мужній (грец.)
- Андроник — ап.: січ. 4., трав. 17, лип. 30, мч.:жовт. 12; прп.: черв. 13, жовт. 9 — переможець мужів (грец.)
- Анект — мч.: бер. 10 — терпимий (грец.)
- Анемподиста — мч.: лист. 2
- Аникита — мч.: серп. 12, лист. 7 — непереможний Анин — прп.: бер. 13, 18
- Антиох — мч.: лип. 16, прп.: лют. 23 — той, що їде назустріч (грец.).
- Антипа (Антип) — сщмч.: квіт. 11 — впертий, міцний, проти всього (грец.).
- Антипатр — мч.: квіт. 29 — замість батька, як батько (грец.).
- Антоній (Антін, Антон) — свт.: лют. 12, мч.: січ. 8, бер. 1, квіт. 14, лип. 6, 10, серп. 9, лист. 9; прп.: січ. 17, 19, трав. 7, черв. 24, лип. 10, серп.3, вер. 2, 28, жовт. 17, груд. 7 — набуток взамін (грец.)
- Антонін — мч.: квіт. 19, черв. 7, серп. 1, 4, вер. 23, жовт. 22, лист. 7, 13; прп.: лют. 23.
- Анувій — прп.: черв. 5
- Анфим — сщмч.: вер. 3; безср.: жовт. 17 — квітучий (грец.)
- Анфир — сщмч.: серп. 5 — квітучий (грец.)
- Апелій — ап.: січ. 4, вер. 10, жовт. 31 — той, що відноситься до зібрання (грец.)
- Аполлінарій — сщмч.: лип. 23 (грец.)
- Аполлон — мч.: черв. 5 — спалюючий, губитель, нищитель (грец.)
- Аполлоній — мч.: лип. 10, 30, груд. 14; прп.: бер. 31 (грец.)
- Аполлос — ап.: січ. 4, бер. 30, груд. 8; мч.: квіт 21 — губитель (грец.)
- Апроніан — мч.: черв. 7 — непередбачений (грец.)
- Ардаліон — мч.: квіт 14 — сосуд для кроплення (грец.)
- Арефа — мч.: жовт. 24; прп.: вер. 28, жовт. 24 — орач (араб.)
- Аріан — мч.: груд. 14.
- Арій — мч.: черв. 5 (грец.)
- Арис — мч.: груд. 19 (грец.)
- Аристарх — ап.: січ. 4, квіт. 15, вер. 27 — найвищий начальник, головний серед найкращих (грец.)
- Аристіон — сщмч.: вер. 3 — нагорода (грец.)
- Аристовул — ап.: січ. 4, бер. 16, жовт. 31 — найкращий радник (грец.)
- Аристоклій — мч.: черв. 20 — прекрасний, доброславний (грец.)
- Аркадій — прп:. січ. 26, бер. 6, черв. 23, серп. 14, груд. 13-з Аркадії; пастух (грец.)
- Аронос — мч.: черв. 6 (грец.)
- Арпила — мч.: бер. 26
- Арсеній (Арсен, Арсентій) — свт.: січ. 19, бер. 2, черв. 23, серп. 30, жовт. 28, в першу неділю після 29 черв.; прп.: трав. 8, черв. 12, лип. 12, серп. 24, 28, груд. 13 — чоловік, мужній (грец.)
- Артема — ап.: січ. 4, жовт. 30; мч.: квіт. 29 — здоровий (грец.)
- Артемій (Артем) — вмч.: жовт. 20; прав.: черв. 23, жовт. 20 — здоровий, неушкоджений (грец.)
- Артемон — свт.: бер. 24; сщмч.: квіт. 13 — парус (грец.)
- Архілій — мч.: квіт. 6
- Архип — ап.: січ. 4, лют. 19, лист. 22; прп.: вер. 6 — вершник (грец.)
- Арчил — мч.: черв. 21 (груз.)
- Асигкрит (Асинкрит) — ап.: січ. 4, квіт.8 — незрівнянний (грец.)
- Аскалон — мч.: трав. 20.
- Астерій — мч.: трав. 20, лип. 6, серп. 7, жовт. 29 (грец.)
- Астій — сщмч.. черв. 4 — міський (грец.)
- Астіон — прп.: черв. 7.
- Атик — мч.: лист. 3-з Аттики (грец.)
- Атій — мч.: серп. 1 — нападаючий (грец.)
- Афанасій (Атанас, Атанасій, Панас) — свт.: січ. 18, трав. 2, жовт. 24; сщмч.: серп. 22; прмч.: черв. 6, лип. 20, вер. 5; т.: січ. 4, бер. 9, черв. 20, лист. 7; прп.: січ. 18, лют. 22, вер. 8, лип. 5, серп. 28, бер. 28, жовт. 26, груд. 2; прав.: лист. 18 — безсмертя (грец.)
- Афіноген — сщмч.: лип. 16 (грец.)
- Афінодор — мч.: груд. 7 (грец.)
- Афоній — мч.: лист. 2 — щедрий, багатий (грец.)
- Африкан — мч.: бер. 13, квіт. 10, жовт. 28 — африканський
- Ахаз — прав.: квіт. 1 — володар (д.-євр.)
- Ахаїк — ап.: січ. 4 — ахейський (грец.)
- Ахила — прп.: січ. 4, серп. 28 (грец.)
- Ахиллій — свт.: трав. 15 (грец.)
- Ахія — прор.: лист. 12 — друг Господній (д.-євр.)

## Б
- Бидзин — мч.: вер. 18 (груз.)
- Богдан — див. Феодот
- Боголеп — див. Феопрепій
- Борис — рівноап.: трав. 2; блгв. кн.: трав. 2, черв. 23, лип. 24 (слов.); малий (монг.)
- Боян — мч.: бер. 28 (болг.)

## В
- Вавила (Вавило, Вавил) — сщмч.: вер. 4; мч.: січ. 24, вер. 4 — повстанець, замішання (сир.,євр.)
- Вадим — прмч.: квіт. 9 (перс.)
- Вакх — мч.: трав. 6, жовт. 7 (грец.)
- Валент (Уалент) — мч.: лют. 16, бер. 9 — міцний, сильний, здоровий (лат.)
- Валентин — сщмн.: лип. 30; мч.: квіт. 24, лип. 6 — сильний (лат.)
- Валеріан — мч.: січ. 21, черв. 1. вер. 13. лист. 22 — з м. Валерії (лат.)
- Валерій — мч.: бер. 9, лист. 7 — бадьорий, міцний (лат.)
- Вантос — мч.: лют. 10 (грец.)
- Варадат — прп.: лют. 22 (сир.)
- Варахій — мч.: лист. 7 — Богом благословенний (євр.)
- Варахиїл — архангел: лист. 8 — Богом благословенний (д.-євр.).
- Варахисій — мч.: бер. 28 (перс.).
- Варвар — мч.: трав. 6 (грец.).
- Варипсав — мч:. вер. 10 — той, що нелегко здається (грец.).
- Варлаам — мч.: лист, 19, прп.: черв. 19, вер. 28, лист. 6, 19, в першу п'ятницю Петрова посту — син Божий (халд.)
- Варнава — ап.: січ. 4, черв. 11; прп.: черв. 11 — син втихомирення (д.-євр.)
- Варсис — свт.: серп. 25
- Варсонофій — свт.: квп. 11, жовт. 4; прп.: лют. 6.
- Варул — мч.: лист. 18 — раб Божий (сир.)
- Варух — прор.: вер. 28 — благословенний (д.-євр.)
- Варфоломій (Бартоломій, Нафанаїл) — ап.: квіт. 22. черв. 11, 30, серп. 25 — син Фоломея (д.-євр.)
- Василид — мч.: січ. 20, квіт. 1, груд. 23 — царський (грец.)
- Василій (Василь, Василько)- свт.: січ. 1, 30, квіт. 12, 29, черв. 10, 23, лип. 3; сіцмч.: бер. 7, 22, квіт. 26, 30; мч.:січ. 1, лип. 6лист. 28; прмч.: серп. 11, вер. 28; прп.: лют. 28, бер. 26, в 1-шу неділю після 29 черв.; блгв. кн.: бер. 4, трав. 23, черв. 8, лип. 3, 15; блж.: серп. 2; прав.: бер. 23 — цар (грец.)
- Василіск — мч.: бер. 3, трав. 22 — царьок (грец.)
- Васой — мч.: бер. 6
- Васс — мч.: січ. 20
- Вассиан — свт.: черв. 10; прп.: черв. 5, 12, 23, вер. 12, жовт. 10
- Ват (Вата) — прмч.: трав. 1 — купина (грец.)
- Вафусій — мч.: бер. 26
- Вахтисій — мч.: трав. 18 (груз.)
- Вендиміан — прп.: лют. 1
- Венедикт (Бенедикт) — прп.: бер. 14 — благословенний (лат.)
- Венедим — мч.: трав. 18
- Веніамін — сщмч.: січ. 31, лип. 31; мч.: бер. 31, жовт. 13; прп.: січ. 14, серп. 28, жовт. 13
- Верк — мч.: бер. 26
- Вивіан — мч.: бер. 9 — той, що живе (лат.)
- Вил — мч.: жовт. 28
- Вирилад — мч.: лип. 10
- Вифоний — мч.: квіт. 3 — глибинний (грец.)
- Віанор — мч.: лип. 10 — сильний (грец.)
- Вікентій — мч.: лист. 11 — той, що перемагає (лат.)
- Віктор — мч.: січ. 31, бер. 10, 20, квіт. 15, 18, вер. 16, лист. 11 — переможець (лат.)
- Вікторин — мч.: січ. 31, бер. 10, груд. 18 — переможний (лат.)
- Віссарион — прп.: черв. 6 — лісовий (грец.)
- Віт — м.ч.: трав. 16, черв. 15 — переможений (лат.)
- Віталій — м.ч.: січ. 25, квіт. 28; прп.: квіт. 22 — життєвий (лат.)
- Володимир — рівноап.: лип. 15; сгцмч.: січ. 25, 31; блгв. кн.: трав. 22, черв. 23, жовт. 4 (слов.)
- Владислав (Влад, Владко) — св.: вер. 24 (слов.)
- Власій (Влас, Улас) — сщмч.: лют. 11; мч.: лют. 3 — кривоногий (грец.)
- Воніфатій (Боніфатій) — свт.: груд. 19; мч.: груд. 19 — миротворець (лат)
- Всеволод (в хрещенні Гавриїл) — блгв. кн.: лют. 11, квіт. 22, черв. 23, лист. 27 — той, що всім володіє (слов.)
- Вукол — свт.: лют. 8
- В'ячеслав — блгв. кн.: бер. 4, вер. 28 (слов.)

## Г
- Гаведай — мч.: вер. 29
- Гавиній — мч.: серп. 11 (лат.)
- Гавриїл (Гаврило) — архангел: бер. 26, лип. 13, лист. 8; свт.: серп. 30; мч.: січ. 22, квіт. 20, черв. 6; прп.: січ. 15, лип. 12; блгв. кн.: лют. 11, квіт. 22, лист. 27 — муж Божий, фортеця Божа (д.-євр.)
- Гаїй (Гай) — ап.: січ. 4, лист. 5; сщмч.: серп. 11; мч.: бер. 9, черв. 23, жовт. 4, 21 — земний (грец.)
- Галактіон — мч.: черв. 22, лист. 5; прмч.: вер. 24 — молочний (грец.)
- Галик — мч.: квіт. 3
- Гамаліїл — прав.: серп. 2 (д.-євр.)
- Геласій — мч.: груд. 23 — той, що сміється (грец.)
- Гемелл — мч.: груд. 10 — близнюк, двійник (лат.)
- Геннадій — свт.: серп. 31, груд. 4; прп.: січ. 23, лют. 9, трав. 23 — шляхетний (грец.)
- Георгій (Юрій) — прав.: черв. 23; свт.: лют. 21, квіт. 7, 19, трав. 16, серп. 18; мч.: січ. 22, 31, квіт. 23, трав. 26, лип. 31, лист. 3, 10, 26; прп.: січ. 8, квіт. 4, черв. 27, серп. 24; спов.: трав. 13; блгв. кн.: лют. 4, трав. 21, черв. 14; прав.: черв. 23 — землероб (грец.)
- Герасим (Гарасим) — свт.: січ. 24, 29; прп.: бер. 4 — шановний (грец.)
- Гервасій — мч.: жовт. 14 — списоносець (герм.)
- Герман — свт.: трав. 12, черв. 23, вер. 25, лист. 6; мч.: лип. 7, лист. 13; прп.: черв. 28, лип. 27, 30,вер.11
- Геронтій — мч.: квіт. 1; прп.: квіт. 1, серп. 28 — старезний (грец.)
- Гігантій — мч.: лист. 7 — велетенський (грец.)
- Гімнасій — мч.: вер. 27 — той, що вправляється (грец.)
- Гликерій — мч.: груд. 28 — солодкий (грец.)
- Гліб — блгв. кн,: трав. 2, черв. 20, 23, лип. 24, вер. 5 (слов.)
- Гоброн — мч.: лист. 17 (груз.)
- Горазд — рівноап.: лип. 27; сщмч.: серп. 22 (болг.)
- Горгій — мч.: черв. 5 — грізний, швидкий (грец.)
- Горгоній — мч.: бер. 9, вер. 3, груд. 28 (грец.)
- Гордіан — мч.: вер. 13 — з м. Гордія, столиці Фракії
- Гордій — мч.: січ. 3
- Григорій (Гриць, Грицьо, рос. Гріша) — свт.: січ. 10, 25, 30, бер. 4, 12, квіт. 19, 20, серп. 30, лист. 5, 14, 17, 23, груд. 19; сщмч.: вер. 30; мч.: вер. 28, лист. 28; прп.: січ. 5,8, 1 черв. 15, серп. 8, 28, вер. 28, 30, жовт. 5, лист. 20 — той, що не спить (пильнує), бадьорий (грец.)
- Гурій — свт.: черв. 20, жовт. 4, груд. 5; мч.:серп. 1, лист. 15 — левеня, молодий лев (д.-євр.)

## Д
- Давид — мч.: трав. 18, жовт. 2; прмч.: квіт. 12; прп.: трав. 7, черв. 26, вер. 6; блгв. цар: січ. 26; блгв. кн.: бер. 5, трав. 2, 23, черв. 25, лип.24, вер. 5, 19 — коханий, улюблений (д.-євр. "דָּוִד")
- Давикт (Адавкт) — мч.: жовт. 4 — примножений (лат.)
- Дада — мч.: квіт. 28, вер. 29 — смолоскип (грец.)
- Далмат — прп.: серп. 3 — з м. Далматії
- Даміан — безср.: лип. 1, жовт. 17, лист. 1; прп.:лют. 23, вер. 28, жовт. 5
- Дан — праотець: неділя святих праотців — суд, він судив (д-євр. "‏דָּן‏‎")
- Данакт — мч.: січ. 16 (грец.)
- Даниїл (Данило) — прор.: груд. 17; свт.: серп. 30, груд. 20; мч.: лют. 16, лип. 10; прп.: квіт. 7, трав. 23, черв. 23, вер. 21, груд. 11, 17; 6лгв. кн.: бер. 4, серп. 30 — суддя Божий (д.-євр.)
- Дасій — мч.: жовт. 21, лист. 1, 20 — близнюк (грец.)
- Дидим — мч.: трав. 27, вер. 11
- Дий — мч.: квіт. 3; прп.: лип. 19 (грец.)
- Димитріан — мч.: черв. 20, вер. 11 (грец.)
- Димитрій (Дмитро) — свт.: трав. 23, вер. 21, жовт. 28; мч.: серп. 9, вер. 11, жовт. 26, лист. 15; прп.: жовт. 26; блгв. цар: трав. 15, 23, I черв. 3; блгв. кн.: лют. 11, трав. 19, черв. 23 — Деметрів (грец.)
- Диодор — мч.: січ. 31, лют. 3, бер. 10,19, квіт. 29, 1 лип. 6, вер. 11; прп.: лист. 20 — Божий дар (грец.)
- Диодот — мч.: лист. 7 — Богом дарований (грец.)
- Диомид — мч.: лип. 3, серп. 16 — порада Божа (грец.)
- Дион — мч.: лип. 6
- Дионисій — свт.: черв. 23,26; сщмч.: січ. 4, 1 серп. 18, жовт. 3, 5; мч.: бер. 10, 15, квіт. 21, трав. 6,18, черв. 3, серп. 4, жовт. 22; прп.: трав. 12, черв. 1, 23, серп. 28, жовт. 3 (грец.)
- Диоскор — мч.: квіт. 21 (грец.)
- Дисан — мч.: квіт. 9 (грец.)
- Дисидерій — мч.: квіт. 21 — жаданий, бажаний (лат.)
- Довмонт — блгв. кн.: трав. 20
- Доментіан — мч.: квіт. 15 (груз.)
- Дометіан (Дементій) — свт.: січ. 10; мч.: бер. 1 9 — приборкувач (лат.)
- Дометій — прмч.: серп. 7; прп.: бер. 8 — приборкувач (лат.)
- Домн — мч.: бер. 9; прп.: січ. 14 — господар (лат.)
- Домнин — мч.: жовт. 1 — господар (лат.)
- Донат — свт.: квіт. 30 — подарований (лат.)
- Доримедонт (Дормидонт) — мч.: вер. 19 (грец.)
- Дорофей (Дорофій) — сщмч.: черв. 5; мч.: вер. 3, лист. 7, груд. 28; прп:. черв. 5, вер. 16 — дар Божий (грец.)
- Досифей — прп.: лют. 19, жовт. 8 — даний Богом (грец.)
- Драгутин — прав.: жовт. 30 (серб.)
- Дукитій — мч.: лист. 7 (лат.)
- Дула — мч.: черв. 15; прп.: черв. 15 — раб (грец.)

## Е
- Елладій — сщмч.: трав. 28; мч.: січ. 8, лют. 5; прп.: вер. 28, жовт. 4 — з Еллади (грец.)
- Еміліан (Омелян, Мілько) — свт.: серп. 8; сщмч.: серп. 18; мч.: лип. 18; прп.: січ. 8, бер. 7 — той, що належить Емілію (приємному в слові; грец.); суперник, учасник змагань (лат.)
- Еразм — сщмч.: трав. 4; мч.: трав. 10; прп.:лют. 24, вер. 28 — коханий (грец.)
- Ераст — ап.: січ. 4, лист. 10 — палко закоханий, шанувальник (грец.)
- Епіфаній — трав. 25 (нов.стиль) —  Богом явленний  (грец.)
- Еммануїл — чоловіче біблійське ім'я (древ.-євр. עמנואל — «з нами Бог»)

## Є
- Євагрій — мч.: лют. 5 (грец.)
- Єваггел (Євангел) — мч.: лип. 7 — благий вісник (грец.)
- Єварест — мч.: груд. 23; прп.: груд. 26 — добро вгодний (грец.)
- Євентій (Ювентин) — мч.: жовт. 9 — юнацький (лат.)
- Єввул — мч.: лют. 3 — добросовісний (грец.)
- Євгеній (Євген, пол. Евґеніуш / Eugeniusz, англ. Юджін / Eugene, нім. Ойґен) — сщмч.: бер. 7; мч.: січ. 21, лист. 7, груд. 13; прп.: лют. 12,19 — 6лагородний (грец.)
- Євграф — мч.: груд. 10 — благописаний, добре зображений (грец.)
- Євдоким — прав.: лип. 31 — славетний, шанований (грец.)
- Євдоксій — мч.: вер. 6, лист. 3 — доброславний (грец.)
- Єведикій (Єкдикт) — мч.: бер. 9
- Євелпист — мч.: черв. 1 — благонадійний (грец.)
- Євиласій — мч.: лют. 6 — добропривітний
- Євкарпій — мч.: бер. 18 — доброплідний (грец.)
- Євклей — мч.: серп. 1 — доброславний (грец.)
- Євлампій — мч.: бер. 5, лип. 3, жовт. 10 — добросвітлий (грец.)
- Євлогій — свт.: лют. 13, серп. 25; мч.: бер. 5; прав.: квіт. 27 — благословенний, доброзичливець (грец.)
- Євменій — свт.: вер. 18 — прихильний, ласкавий, доброзичливий (грец.)
- Євникіан — мч.: груд. 23 — благопереможний (грец.)
- Євноїк — мч.: бер. 9 — прихильний (грец.)
- Євод — ап.: січ. 4, вер. 7; мч.: вер. 1, груд. 22 — благопутний, благоуспішний (грец.)
- Євпл — мч.: серп. 11 — благоплавающий (грец.)
- Євпор — мч.: груд. 23 — багатий (грец.)
- Євпсихій — мч.: квіт. 9, вер. 7 — благодушний (грец.)
- Євсевій — сщмч.: черв. 22; мч.: січ. 20, квіт. 24, 28, вер. 21, жовт. 4; прп.: січ. 14, лют. 15 — благочестивий (грец.)
- Євсевон — мч.: серп. 1
- Євсигній (Євстигній) — мч.: серп. 5 — 6лагознаменний (грец.)
- Євстафій — свт.: січ. 4, лют. 21, бер. 29, серп. 30; мч.: квіт. 14, лип. 28, 29, вер. 20, лист. 20 — щасливий (грец.)
- Євстохій — мч.: черв. 23, лист. 15 — меткий, дотепний (грец.)
- Євстратій — мч.: груд. 13; прп.: січ. 9; прмч.: бер. 28, вер. 28 — добрий воїн (грец.)
- Євсхимон — свт.: бер. 14 — пригожий (грец.) Євтихіан — мч.: серп. 17, груд. 22 — щасливий (грец.)
- Євтихій — свт.: квіт. 6; сщмч.: трав. 28, серп. 24; мч.: січ. 20, бер. 9, квіт. 21, лист. 7; прп.: серп. 23 — щасливий (грец.)
- Євтропій — мч.: бер. 3, черв. 16; безср.: жовт. 17 — доброзвичайний (грец.)
- Євфимій (Єфим) — свт.: бер. 11; сщмч.: груд. 26; мч.:вер. 3, д. 28; прмч.: трав. 1; прп.: січ. 20, квіт.1, трав. 13, черв. 23, лип. 4, серп. 28, жовт. 15 — благодушний, добросердий (грец.)
- Євфрасій — мч.: квіт. 28 — красномовний (грец.)
- Євфросин — прп.: бер. 20, трав. 15. вер. 11
- Єгудиїл — архангел: лист. 8 (д.-євр.)
- Єдесій — мч.: квіт. 2 — радість (сир.)
- Єзекиїль (Езикіїл, Езекіель)- прор.: лип. 21 — Богом зміцнюючий (євр.)
- Єксакустодіан — мч.: серп. 4, жовт. 22 — полковий суддя (грец.)
- Єлеазар — мч.: серп. 1; прп.: січ. 13 — Божа допомога (д.-євр.)
- Єлевсип — мч.: січ. 16 — вершник (грец.)
- Єлевферій — сгцмч.: груд. 15; мч.: серп. 4, 8, жовт. 3, груд. 15 — вільний (грец.)
- Єлезвой — прав.: жовт. 24.
- Єлизбар — мч.: вер. 18
- Єлима — мч.: лип. 30 — мовчання (д.-євр.)
- Єлисей — прор.: черв. 14; прп.: черв. 6, 14, жовт. 23 — чиє спасіння Бог, врятований Богом (д.-євр.)
- Єлій (Гелій) — прп.: лип. 14 — сонячний (грец.)
- Єлпидифор — мч.: квіт. 3, лист. 2 — той, що приносить надію (грец.)
- Єлпидій — сщмч.: бер. 7; мч.: лист. 15 — надія (грец.)
- Єпафрас — ап.: січ. 4 бер. 30, груд. 8 (грец.)
- Єпафродит — ап.: січ. 4, бер. 30, груд. 8 (грец.)
- Єпенет — ап.: січ. 4, лип. 30 — хвальний (грец.)
- Єпиктет — прмч.: лип. 7 — надбаний (грец.)
- Єпимах — мч.: бер. 11, жовт. 31 — войовничий (грец.)
- Єпифаній — свт.: трав. 12; мч.: лист. 7 — явлення (грец.)
- Єполоній — мч.: вер. 4
- Єракс — мч.: черв. 1, жовт. 28 — сокіл (грец.)
- Єремиїл — архангел: лист. 8 — піднесення до Бога (євр.)
- Єремій (Єремія, Ярема) — прор.: трав. 1; мч.: лют. 16, квіт. 6; прп;. січ. 14, вер. 28, жовт. 5 — піднесений Богом (д.-євр.)
- Єри — ап.: січ. 4, бер. 8, квіт. 8, трав. 31, лист. 5; мч.: серп. 18 — вісник (грец.)
- Єрмей — мч.: лист. 4 — прибутковий (грец.)
- Єрмій — ап.: січ. 4; мч.: трав. 31, лип. 6 — вісник (грец.)
- Єриїл — мч.: січ. 13
- Єрминингельд — мч.: лист. 1 (герм.)
- Єрмип — сщмч.: лип. 26, серп. 18 (грец.)
- Єрмоген — сщмч.: лют. 17, трав. 12, жовт. 5; мч.: вер. 1, груд. 10 (грец.)
- Єрмократ — сщмч.: лип. 26 — той, що утримує вісника (грец.)
- Єрмолай — сщмч.: лип. 26 — вісник народу (грец.)
- Єрон — мч.: лист. 7 — посвячений (грец.)
- Єронім — блж.: черв. 15 — священнойменний (грец.)
- Єрос — мч.: черв. 24 — любов, жадоба (грец.)
- Єрофей — сщмч.: жовт. 4 — освячений Богом (грец.)
- Єспер — мч.: трав. 2 — вечір (грец.)
- Єферій — сщмч.: бер. 7 (грец.)
- Єфив — мч.: лип. 30 — юнак (грец.)
- Єфрем (Охрім) — свт.: січ. 28, черв. 8,15, серп. 30, вер. 28; сгцмч.: бер. 7; прп.: січ. 28, трав.16, черв. 11, вер. 26 — плідний (д.-євр.)

## З
- Закхей — мч.: лист. 18 — праведний, справедливий (сир.)
- Захарій (Захарія, Захар) — прор.: лют. 8; прп.: бер. 24, серп. 28, груд. 5; прав.: вер. 5 — пам'ять Господа (д.-євр.)
- Зевин — прп.: лют. 23
- Зенон — прп.: трав. 7 (груз.)
- Зинон — сщмч.: квіт. 12; мч.: квіт. 10, 18, 28, черв. 22, вер. 3,6, 17, груд. 28; прп.: січ. 30, серп. 28; прав.: бер. 3 (грец.)
- Зіна — ап.: січ. 4, вер. 27; мч.: черв. 22, (грец.)
- Зіновій — сщмч.: жовт. 30 — той, що живе богоугодно (грец.)
- Зоїл — прав.: бер. 3 — той, що любить тварин (грец.)
- Зосима — свт.: бер. 30, черв. 4; мч.: квіт. 15, черв. 19, вер. 19, 28; прмч.: січ. 4; прп.: квіт. 4,17, черв. 8, 23, серп. 8, лист. 7 — живий, спроможний жити (грец.)
- Зотик — мч.: квіт. 18, серп. 22, вер. 13, жовт. 21, груд. 23; прп.: груд. 30 — життєдайний, повний життя (грец.)

## І
- Іадор — мч.: лют. 4
- Іакинф — мч.: лип. 3, 18, груд. 24 яхонт (грец.)
- Іакисхол — мч.: квіт. 28 (грец.)
- Іамвлих — мч.: серп. 4, жовт. 22 той, що любить вірші (грец.)
- Іаникт — мч.: лип. 10 непереможний (грец.)
- Іануарій (Януарій) — сщмч.: квіт. 21; мч.:січ. 25, квіт. 28 воротар (лат.)
- Івхирион — мч.: квіт. 15 (груз.)
- Ігафракс — мч.: бер. 26
- Ігнатій (Гнат) — свт.: квіт. 30, трав. 23,28, жовт. 23; сщмч.: січ. 29, груд. 20; прмч.: трав. 1;прп.: трав. 23, серп. 28, вер. 27, груд. 20,28;блгв. кн.: трав. 19 вогненний (лат.)
- Ігор — блгв. кн.: черв. 5, вер. 19 (слов., ймовірно від скандинавського Yngvar)
- Ізяслав — блгв. кн.: черв. 23
- Ісус (Навин) — прав.: вер. 1 спаситель (д.-євр.)
- Іларій — мч.: лип. 12 веселий, радісний (грец.)
- Іларіон — свт.: черв. 23, жовт. 21; сщмч.: серп.18; мч.: лист. 7; прп.: бер. 28, черв. 6, серп. 28, жовт. 21, лист. 19 вселощі, радощі (грец.)
- Іліан — мч.: бер. 9 сонячний (грец.)
- Ілій — мч.: бер. 9 сонце (грец.)
- Іліодор — мч.: вер. 28, лист. 19 дар сонця (грец.)
- Ілля — прор.: лип. 20; мч.: лют. 16, вер. 13, 17, груд. 19; прп.: січ. 8, 14, черв. 23, вер. 28, груд. 19 фортеця Господня (д.-євр.)
- Ілірик — прп.: квіт. 3-з Іллірії (грец.)
- Івдис — мч.: вер. 3, груд. 28
- Інна — мч.: січ. 20 сильна вода (гот.)
- Інокентій — свт.: лют. 9, бер. 31, вер. 23, лист.26; мч.: лип. 6; прп.: бер. 19 невинний, цнотливий (лат.)
- Іоад — прор.: бер. 30 благочасний (д.-євр.)
- Іоаким — прав.: вер. 9 Бог поставив (д.- євр.)
- Іоан (Йоан, Іван) — Предтеча: січ. 7, трав. 25. черв.24, серп. 29, вер. 23, жовт. 12; ап.: трав. 8, черв. 30, вер. 26; свт.: січ. 27, 30, трав. 19, черв. 10, 23, серп. 18, 30, вер. 2, 7, 14, жовт. 3, 15, 28, лист. 12, 13, груд. 4; сщмч.: лист. 1, 20; мч.: січ. 22, 24, 31, бер. 9, квіт. 14, 18, 29. трав. 22, 24, черв. 2,лип. 12, 30, 31, серп. 4, 9, вер. 23, 28, жовт. 22, лист. 28; прмч.: квіт. 12; прп.: січ. 15, 26, лют. 6, 23, 29, бер. 20, 27, 29, 30, квіт. 11, 18, 19, трав. 7, 26, черв. 12, 13, 19, 26, лип. 3, 12,18, 21, серп.18, вер. 28, жовт. 19, лист. 9, груд. 2, 4, 7, 29; безср.: січ. 31, черв. 28; прав.: трав. 27, черв. 24, жовт. 19, груд. 20; блж.: трав. 23, 29, лип. 3, вер. 3, лист. 12, груд. 10; блгв. кн.: трав. 19 благодать Божа (д.-євр.)
- Іоаникій — свт.: серп. 30, вер. 3; прп.: квіт. 26
- Іоасаф — свт.: вер. 4, груд. 10; прп.: бер. 4, вер.10, лист. 19 Господь є суддя (д.-євр.)
- Іов (Йов) — свт.: квіт. 5, черв. 19; прав.: трав.6; прп.: черв. 23, серп. 5, 28, жовт. 28 якого переслідують (д.-євр.)
- Іоїль (Йоїль, Йоіл) — прор.: жовт. 19 Господь Бог (д.-євр.)
- Іона (Йона) — прор.: вер. 22; свт.: січ. 29, бер.31, трав. 27, черв. 6,15,23, жовт. 5, лист. 5; мч.:бер. 28; прп.: черв-.5, 6, 12, вер. 22 голуб(д.-євр.)
- Іосія (Йосія, Осія) — ап.: січ. 4; мч.: бер. 20 порятунок (д.-євр.)
- Іпатій — сщмч.: бер. 31, вер. 21, лист. 20; мч.:черв. 3,18; прп.: січ. 14, бер. 31, серп. 28 найвищий (грец.)
- Іперехій — мч.: черв. 6 — перевершений (грец.)
- Іперихій мч.: січ. 29
- Іполіт — сщмч.: січ. 30; мч.: серп. 13 той, хто розпрягає коней (грец.)
- Іраклемон (Іракламвон) — прп.: черв. 12, груд.2 (грец.)
- Іраклій — мч.: бер. 9, трав. 18, жовт. 22
- Іринарх — мч.: лист. 28; прп.: січ. 13, трав. 23, лип. 17 начальник мира (грец.)
- Іриней — сщмч.: бер. 26, серп. 23; мч.: серп. 13 мирний (грец.)
- Іриній — мч.: черв. 5 мирний (грец.)
- Іродіон (Родіон) — ап.: січ. 4, квіт. 8, лист. 10; прп.: вер. 28 геройський (грец.)
- Ісаак (Ісак, англ. Айзек, євр. Іцхак) — мч.: трав. 18, вер. 16; прп.: січ. 14, 28, квіт. 12 сміх (д.-євр.)
- Ісаакій — прп.: лют. 14, бер. 22, трав. 4, 30, серп.3, вер. 28 сміх (д.-євр.)
- Ісавр — мч.: лип. 6 — з Ісаврії
- Ісайя — прор.: трав. 9; свт.: трав. 15, 23; мч.:лют. 16; прп.: січ. 14, трав. 15, вер. 28 спасіння Господнє, Божа допомога (д.-євр.)
- Ісакій — свт.: вер. 21; сгцмч.: лист. 20; мч.: квіт. 21 Ісе — свт.: трав. 7, груд. 2 (груз.)
- Ісидор — сщмч.: січ. 8; мч.: трав. 14, лип. 6; прп.: лют. 4, трав. 7; 6лж.: жовт. 3 спокійній (грец.)
- Іской — мч.: бер. 26
- Ісмаїл — мч.: черв. 17 чує Бог (д.-євр.)
- Істукарій — мч.: лист. 3

## Й
- Йордан (Йордон) — мч.: квіт. 15(груз)
- Йосиф (Йосип, англ. Джозеф, Джо, італ. Джузеппе) — свт.: січ. 26, трав. 7, вер. 15; сщмч.: трав. 11, лист. 3, 20; мч.: вер. 16; прп.: січ. 14, квіт. 4, серп. 28, вер. 9, 21, жовт. 18 — примножений (д.-євр.)

## К
- Калиник — свт.: серп. 23; мч.: трав. 24, лип. 29,лист. 7. груд. 14 — гарний переможець (грец.)
- Калист — мч.: бер. 6 — найкращій, найвродливіший (грец.)
- Калистрат — мч.: вер. 27 — гарний воїн (грец.)
- Калімах — мч.: трав. 6, лист. 7 — чудовий борець (грец.)
- Каліопій — мч.: квіт. 7 — гарний співак (грец.)
- Калуф — мч.: трав. 19
- Кандид — мч.: січ. 21, бер. 9 — білий (лат.)
- Кантидіан — мч.: серп. 5
- Кантидій (Кандидій) — мч.: серп. 5
- Капик — мч.: лип. 6
- Капитон — сщмч.: бер. 7; мч.: серп. 12 — головатий (лат.)
- Каріон — прп.: груд. 5
- Карп (Карпо, Карпик) — ап.: січ. 4, трав. 26; мч.: жовт. 13; прав.: черв. 23 — плід (грец.)
- Картерій — сщмч.: січ. 8 — терплячий, мужній (грец.)
- Касіан — прп.: лют. 29. трав. 16, 21, 23, черв. 15,серп. 28, жовт. 2 — порожній, пустий; ще людина в шоломі (лат.)
- Кастор — мч.: вер. 18 — блискучий, чудовий, начальник (грец., лат.)
- Касторій — мч.: груд. 18 (грец., лат.)
- Кастрихій — мч.: лист. 7
- Кастул — мч.: груд. 18 — озброєний (лат.)
- Катерій — мч.: лист. 3
- Катун — мч.: серп. 1
- Квингиліан (Кинтиліан) — мч.: квіт. 28 — п'ятий (лат.)
- Келестин (Целестин) — свт.: квіт. 8 — небесний (лат.)
- Келсій — мч.: січ. 8, жовт. 14 — високий (лат.)
- Кенсорин — мч.: січ. 30 — цензорський (лат.)
- Кесар — ап.: бер. 30, груд. 8
- Кесарій — св.: бер. 9; мч.: жовт. 7, лист. 1 — царський
- Киндей — мч.: лип. 11, серп. 1 — рухливий (грец.)
- Кион — мч.: вер. 4
- Кипріан — свт.: трав. 27, вер. 16; сщмч.: серп. 31, жовт. 2; мч.: бер.10,трав.10,серп.17; блж.: черв. 23 — з острова Кипру
- Кир — безср.: січ. 31, черв. 28 пан, володар, влада, сила (грец.); — сонце (євр.)
- Кирик — мч.: лип. 15 вісник, гонець (грец.)
- Кирил (Кирило, англ. Сіріл / Cyrill) — рівноап.: лют. 14, трав. 11; свт.: січ. 18, бер. 18, 21, квіт. 28, черв. 9, 23; сщмч.: лип.9, вер. 6; мч.: бер. 9, 29; прп.: січ. 18, лют. 4,трав. 4, черв. 9, лип. 6, вер. 28, лист. 7, груд. 8 — сонце (перс.); пан, володар (грец.)
- Кирин — мч.: черв. 7, лип. 6 — пагорб в Римі (лат.)
- Кирион — мч.: бер. 9 — жрець, депутат (лат.)
- Киріак — сщмч.: жовт. 28; мч.: трав. 2, черв. 7, 24, серп. 1, вер. 6; прп.: вер. 29 — панський (грец.)
- Кифа — ап.: бер. 30, груд. 8 — камінь (сир.)
- Клавдіан — мч.: лют. 3, лист. 7 — Клавдіїв (лат.)
- Клавдій (іт. Клаудіо) — мч.: січ. 31, бер. 9, 10, 19, черв. 3,7, серп. 11, жовт. 29, груд. 18 — кульгавий (лат.)
- Клеоник — мч.: бер. 3 — славетний переможець (грец.)
- Клеопа — ап.: січ. 4 — прохождение, обмен (д.-євр.)
- Климент — ап.: січ. 4, квіт. 22, вер. 10; рівноап.: лип. 27; сщмч.: січ. 23, лист. 25; прп.: трав. 4 — милостивий, милосердний, поблажливий (лат.)
- Кодрат (Квадрат) — ап.: січ. 4, вер. 21; мч.: бер. 10, квіт. 21 — чотирикутний, квадратний (лат.)
- Коїнт (Квинт) — мч.: лип. 6 — п'ятий (лат.)
- Кондрат (Кіндрат) — мч.: квіт. 15 — квадратний, широкоплечий (лат.)
- Конкордій — мч.: лип. 4 — згодний (лат.)
- Конон — мч.: бер. 5; прмч.: бер. 6 — трудящий (грец.)
- Константин (Костянтин, Кость) — равноап.: трав. 21; свт.: черв. 5; мч.: бер. 6, серп. 4, жовт. 2, 22, лист. 10; прп.: лип. 29, груд. 26; благов. кн.: бер. 5, трав. 21, 23, черв. 8, 23, лип. 3, вер. 19 — постійний, стійкий (лат.)
- Копрій — прмч.: лип. 9; прп.: лют. 4, лип. 9, вер.24
- Корив — мч.: груд. 15
- Корнилій — ацмч.: лют. 20, вер. 13; прп.: трав. 19, черв. 23, лип. 22 сильний (лат.)
- Корнут — сщмч.: вер. 12
- Коронат — мч.: авг, 17 — увінчаний (лат.)
- Косма (Косьма, англ. Космас / Cosmas) — свт.: квіт. 18, жовт. 12; безср.: лип. 1, жовт. 17, лист. 1; прп.: лют. 18, черв. 23, лип.29, серп. 3 — світ, порядок; прикраса, краса (грец.)
- Крискент — ап.: січ. 4, лип. 30; мч.: бер. 10, квіт. 13 — зростаючий (лат.)
- Крискентіан — мч.: черв. 7
- Крисп — ап.: січ. 4 кучерявий (лат.)
- Кронид — мч.: бер. 23, вер. 13 (грец.)
- Ксанф — мч.: лист. 7
- Ксанфій — мч.: бер. 9 рудий (грец.)
- Ксенофонт — прп.: січ. 26, черв. 28 той, що говорить іноземними мовами (грец.)
- Куарт (Кварт) — ап.: січ. 4, ноября 10 четвертий
- Кукша — сщмч.: серп.27, сект. 28
- Кутоній — мч.: лип. 6
- Куфій — мч.: серп. 11

## Л
- Лавр — мч.: серп. 18 (лат.)
- Лаврентій — свт.: січ. 29, черв. 6, вер. 28; мч.:серп.10; прп.: січ. 20, трав. 16, серп. 28; блж.:серп. 10 лавровий; мешканець міста Лаврента (лат.)
- Лазар — свт.: жовт. 17; прп.: бер. 8, лип. 17, лист. 7,17; блгв. кн.: черв. 15 Божа допомога (д.-євр.)
- Лампад — прп.: лип. 5 — просвіщаючий (грец.)
- Лаодикій — мч.: трав. 13 из Лаодикий, или народоправ (грец.)
- Ларгій — мч.: черв. 7 щедрий (лат.)
- Лев (Левко, Левчик) — свт.: лют. 18,20
- Левкій — свт.: черв. 20; мч.: серп. 17, груд. 14 білий (грец.)
- Леонід (рос. Льоня)- мч.: бер. 10, квіт.16, черв. 5, серп. 8; прп.: лип. 17 подібний до лева (грец.)
- Леонт — мч.: січ. 22 лев (грец.)
- Леонтій — свт.: трав. 14,23; сщмч.: січ. 22; мч.: бер. 9, квіт. 24, черв.18, лип. 10, серп. 1, 9,вер.13, жовт. 17; прп.: черв. 18, серп. 28 левиний, лев'ячий (грец.)
- Ливерій — свт.: серп. 27 вільний (лат.)
- Ликаріон — прмч.: лют. 6
- Лимній — прп.: лют. 22 озерний (грец.)
- Лин — ап.: січ. 4, лист. 5 чудова квітка, юнак, сумна пісня (грец.)
- Лисимах — мч.: бер. 9 який зупиняє битву (грец.)
- Логгин (Лонгин) — мч.: квіт. 24, черв. 24, жовт.16, лист. 7; прп:. лют. 10, лип. 3, серп. 28, жовт. 16 довгий (лат.)
- Лоллій — мч.: черв. 23 кукіль (грец.)
- Лот — прав.: жовт. 9 укривало, покров (д.-євр.)
- Луарсаб — мч.: черв. 21 (груз.)
- Лука — ап;. січ. 4, квіт. 22, жовт. 18; мч.: січ. 29, лип. 30; прп.: лют. 7, вер. 7, 28, лист. 6, груд. 22 з Луканії, світло, світлий (лат.)
- Лукиліан — мч.: черв. 3
- Лукій — ап.: січ. 4, вер.10 той, що світить, світний (лат.)
- Лук'ян — сгцмч.: черв. 3, серп. 28, жовт. 15; мч.:квіт. 15, лип. 6, 7, вер. 13; прмч.: жовт. 15;прп.: черв. 23 світлий (лат.)
- Луп — мч.: серп. 23, жовт. 26

## М
- Мавр — мч.: бер. 19, черв. 7 той, що затемнює, позбавляє блиску (грец.)
- Маврикій — мч.: лют. 22, лип. 10
- Мавсима — прп.: січ. 23
- Маги — мч.: квіт. 29 великий (лат.)
- Макарій (Макар, гр. Макаріос)- свт.: квіт. 30, лист. 23, груд. 30;сщмч.: трав. 1; прмч.: трав. 13, черв. 6, вер. 7;мч.: лют. 5, вер. 6; прп;. січ. 10,14, 19, 22, лют.19, бер. 17, квіт. 1, трав. 26, лип. 26, серп. 18, 28,вер. 22, 28 блаженний (грец.)
- Македон — мч.: бер. 23 македонець
- Македоній — прп.: січ. 24- з Македонії (грец.)
- Макровій — мч.: вер. 13 той, що живе довго (грец.)
- Максиан — сщмч.: черв. 3
- Максим — свт.: черв. 23; мч.: лют. 6, 19, квіт.10, 28, 30, трав. 14, лип. 30, серп. 11, вер. 5, 15,жовт. 9, 28, лист. 22; прп.: січ. 21, серп. 13;прав.: січ. 16; блж.: серп. 13, лист. 11 найбільший (лат.)
- Максиміан — свт.: квіт. 21; мч.: лист. 7
- Максиміліан (Макс) — мч.: серп. 4, жовт. 22
- Малахія (Малахій) — прор.: січ. 3 посланик Божий (д.-євр.)
- Малх — прп.: бер. 26 цар (д.-євр.)
- Мамант — мч.: вер. 2, лист. 7 мати, годувальниця (грец., лат.)
- Маммій — мч.: серп. 28 мамин, бабусін (грец.)
- Мануїл (Мануель) — мч.: січ. 22, бер. 27, черв. 17 постанова Божа (д.-євр.)
- Мар — прп.: січ. 25 рука (грец.)
- Мардарій — мч.: груд. 13; прп.: серп. 28, груд.13-з Мардара (місцевість в Арменії)
- Мардоній — мч.: вер. 3, груд. 28
- Мариав — мч.: квіт. 9
- Мариан (Мар'ян) — мч.: бер. 19
- Марин — мч.: бер. 17, лип. 6, серп. 7, жовт. 18,груд.16
- Марк — ап.: січ. 4, квіт. 25, вер. 27, жовт. 30;свт.: січ. 19, бер. 29; мч.: лип. 3, вер. 28, жовт.27, груд. 18; прп.: січ. 14, бер. 5, квіт. 5, вер. 28,груд. 29
- Маркел — сщмч.: лют. 9, черв. 7, серп. 14; мч.:бер. 1, серп. 1, лист. 15; прп.: груд. 29
- Маркелин — сщмч.: черв. 7; мч.: черв. 3, груд.18
- Маркіан (Маркіян)- сщмч.: жовт. 30; мч.: черв. 5, лип.13, серп. 9, жовт. 25; прп.: січ.10, 18, лист. 2 Марків
- Марон — прп.: лют. 14
- Марсалій — мч.: квіт. 28 войновничий (лат.)
- Мартин (Мартін, пол. Марцін / Marcin) — свт.: квіт. 14, жовт. 12; прп.: черв. 6, 27
- Мартиніан — мч.: квіт. 11, серп. 4, жовт. 22;прп.: січ. 12, лют. 13, жовт. 7
- Мартирій — мч.: жовт. 25; прп.: бер. 1, серп. 28,жовт. 25, лист. 11 свідок, мученик (грец.)
- Маруф — свт.: лют. 16
- Марциал — мч.: січ. 25
- Матфей (Матвій, Матвійко, Матвійчик, рос. Матвей, англ. Мет'ю / Matthew, іт. Маттео, пол. Матеуш)- ап.: черв. 30, лист. 16; прп.: вер. 28,жовт. 5 Божий дар (грец.)
- Матфій (Маттій) — ап.: черв. 30, серп. 9 Божа людина (д.-євр.)
- Медимн — мч.: вер. 5 міра хлібу (грец.)
- Меласип — мч.: лист. 7 той, що піклується про коня (грец.)
- Мелевсип — мч.: січ. 16
- Мелетій — свт.: лют. 12, вер. 21; мч.: трав. 24 дбайливи, турботливий (грец.)
- Мелиссен — мч.: бер. 6 (грец.)
- Мелитон — мч.: бер. 9 медовий (грец)
- Мемнон — мч.: серп. 20; прп.: квіт. 29 пам'ятливий (грец)
- Менандр — сщмч.: трав. 19 кріпкий муж (грец.)
- Меней — мч.: лип. 10 сила, міць (грец.)
- Менигн — мч.: лист. 22
- Меркурій — свт.: серп. 7, вер. 28; мч.: лист.24; прп.: серп. 28, лист. 4, 24 (грец.)
- Мертій — мч.: січ. 12
- Мефодій — рівноап.: квіт. 6, трав. 11; свт.: черв.14; сщмч.: черв. 20; прп.: черв. 4, 14 діючий за правилами, впорядкований (грец.)
- Миан — мч.: вер. 4 материн, годувальницин (грец.)
- Мигдоний — мч.: вер. 3, груд. 28-з Мигдонії або Фригії
- Микита (рос. Нікіта) — свт.: січ. 31.бер. 20, квіт. 30, трав. 28;мч.: вер. 15; прп.: квіт. 3, трав. 4, 14, 23, 24,черв. 23, жовт. 13; прав.: вер. 9 переможний, переможець (грец.)
- Микола (Миколай, Николай, рос. Ніколай / Николай, англ. Нік / Ніколас / Nicholas, норв. Nikolai, пол. Mikolaj) — прп.: лют. 4, вер. 28, жовт. 14, груд. 24; свт.: лют. 3, трав. 9, груд. 6; мч.:бер. 9; блж.: лют. 28, лип. 27 переможець народів (грец.)
- Милій — сщмч.: лист. 10 яблучний (грец.)
- Мимненос — м.ч.: квіт. 15 (груз.)
- Мина — свт.: черв. 6, 20, серп. 25; мч.: лют. 17,лист. 11, груд. 10; прмч.: квіт. 12; прп.: січ. 5 місячний (грец.)
- Минеон — мч.: серп. 1 місячний (грец.)
- Минсифей — мч.: серп. 1 пам'ятаючий про Бога (грец.)
- Миракс — мч.: груд. 11
- Мирон — свт.: серп. 8; мч.: серп. 17 миро (священний єлей; грец.)
- Мисаїл — прав.: груд. 17 випроханий у Бога (д.-євр.)
- Митрофан — свт.: черв. 4, 23, серп. 7, лист. 23 -подібний до матері (грец.)
- Михаїл (Михайло, Михась, Михасик, рос. Міша, англ. Майкл / Michael) — архател: вер. 6, лист. 8; рівноап.: трав. 2; свт.: трав. 23, вер. 30; прмч.: трав. 23, лип. 29, жовт. 1; прп.: січ. 11, трав. 7, черв. 23, лип. 12, груд.18; мч.: вер. 20, лист. 17;прав.: лист. 22; блгв. кн.: лют. 14, бер. 14, трав. 21, черв. 6, 23, лист. 22 хто як Бог, рівний Богові (д.-євр.)
- Михей — прор.: січ. 5, серп.14; прп.: трав. 6 хто як Бог, богорівний (д.-євр.)
- Модест — свт.: груд. 18; мч.: трав. 16, черв. 15 скромний (лат.)
- Мойсей (Мошко, рос. Моисей, англ. Моузес / Moses, пол. Мойжеш) — прор.: вер. 4; свт.: січ. 25; прп.: січ.14, лют. 23, лип. 26, 28, серп. 28, вер. 28 від води взяти Мєгип.)
- Мокій — сщмч.: трав. 11; мч.: січ. 29, лип. 3 насмішник(грец.)
- Мстислав — блгв. кн.: черв. 14, 23 (слов.)
- Муке — мч.: лип. 30

## Н
- Назарій (Назар, Назарко, Назарчик) — мч.: жовт. 14 він присвятив себе Богу (д.-євр.)
- Наркис (Нарцис) — ап.: січ. 4, жовт. 31 — назва квітки (грец.)
- Наум — прор.: груд. 1; рівноап.: лип. 27 той, хто втішає, розрадник (д.-євр.)
- Нафанаїл (Натанаїл, Натан, англ. Nathaniel)
- Нектарій — прп.: вер. 28, лист. 29
- Неон — мч.: січ. 16, квіт. 24, 28, вер. 28, жовт. 29 новий (грец.)
- Неофіт — сгцмч.: жовт. 28; мч.: січ. 21, серп. 22 новонасаджений, новонавернений, ново посвячений (грец.)
- Нерангіос — мч.: квіт. 15 (груз.)
- Нестор (Нестір) — сгцмч.: лют. 28; мч.: бер. 1,жовт. 27; прп.: серп. 28, вер. 28, жовт. 27, 28 той, що повернувся на батьківщину (грец.)
- Никандр — сгцмч.: лист. 4; мч.: бер. 15, черв. 5, лист. 7; прп.: вер. 24, лист. 4 людина-переможець (грец.)
- Никанор — ап.: січ. 4, лип. 28, груд. 28 той, що бачить перемогу (грец.)
- Никифор (Ничипір) — свт.: бер. 13, черв. 2; мч.: січ. 31, лют. 9, бер. 10, лист. 13; прп.: лют. 9, квіт. 19, трав. 4 переможець (грец.)
- Никодим — прав.: серп. 2; свт.: трав. 11, серп. 30; прп.: лип. 1, 3, вер. 28, жовт. 31, груд. 13 переможець народів (грец.)
- Никон (Никін) — мч.: вер. 28, лист. 7; прмч.: бер. 23; прп.: бер. 23, черв. 23, вер. 28, лист. 17, груд. 11 перемагаю (грец.)
- Никострат — мч.: груд. 18 воїн-переможець (грец.)
- Никтополіон — мч.: лист.3
- Нил — свмч.: вер.17; прп.: трав. 7, 27, лист. 12, груд. 7 — від річки в Єгипті
- Нирс — свмч.: лист. 20
- Нит — мч.: жовт. 28 блискучий, світлий (лат.)
- Нифонт — свт.: квіт. 8, вер. 28, груд. 23 тверезий, розсудливий (грец.)

## О
- Олег — блгв. кн.: вер. 20 святий, священний (від ст.-сканд. Гельґі / Helgi, дослівно святий)
- Олександр — свт.: трав. 16, серп. 30; сщмч.:бер. 15,16, серп. 12, груд. 12; мч.: січ. 25, бер. 9,13, 15, квіт. 10, трав. 13, 20, черв. 10, лип. 9, 10,серп. 11, вер. 28, жовт. 22, лист. 9; прп.: лют.23, квіт. 17, 20, черв. 9, лип. 3, серп. 30; блгв. кн.: трав. 23, серп. 30; лист. 23 захисник людей (грец.)
- Олексій (Олекса, рос. Алексей, Алекс, англ. Alexy) — свт.: лют. 12, трав. 20, черв. 23, жовт.5; мч.: серп. 9; прп.: бер. 17, квіт. 24, вер. 28;блгв. кн.: лист. 23 захисник (грец.)
- Олімп (Олімпіан) — ап.: січ. 4, лист. 10 небесний, світлий, олімпійський (грец.)
- Олімпій — мч.: лип. 30 — світлий, олімпійський
- Онисим — ап.: січ. 4, лют. 15; мч.: трав. 10; прп.: лип.14, 21, вер. 28, жовт. 4 корисний (грец.)
- Онисифор — ап.: січ. 4.вер. 7, груд. 8; мч.: лист. 9; прп.: вер. 28, лист. 9 який приносить користь (грец.)
- Онисій — мч.: бер. 5 користь (грец.)
- Онуфрій — прп.: черв. 12, лип. 21, вер. 28 (грец.)
- Ор (Орій) — прп.: серп. 7 чоловік (грец.), світло (д.-євр.)
- Орентай — мч.: черв. 24 гірський (грец.)
- Орест — мч.: лист. 10, груд.13 гірський, горянин, горець (грец.)
- Осія — прор.: жовт. 17; свт.: серп. 27 врятування, допомога (д.-євр.)
- Острихій — мч.: лист. 7 тверде дерево; остринкс, бук (грец.)

## П
- Павло (Павел, англ. Пол / Paul, лат. Paulus, ісп. Pablo) — ап:. черв. 29; свт.: бер. 7, серп. 30, вер.10, лист. 6, груд. 23; мч.: лют.16, бер. 4, 10,трав. 18, черв. 3, лип. 16, серп. 17; прп:. січ. 10,14,15, бер. 7, черв. 28, серп. 28, вер. 10, жовт. 4, груд. 7, 15 малий (лат.)
- Павлин — свт.: січ. 23; мч.: трав. 18 Павлів, маленький (лат.)
- Павсикакій — свт.: трав. 13 припиняючий зло (грец.)
- Павлисип — мч.: квіт. 8 припиняючий смуток (грец.)
- Паїсій — прп.: січ. 8, трав. 23, черв. 6, 19, лип. 19, серп. 28, лист. 15 дитячий (грец.)
- Пактовій — мч.: лист. 3 зберігаючий життя (грец.)
- Палладій — прп.: січ. 28, лист. 27 потрясаючий (грец.)
- Памва — прп.: лип. 18, серп. 28 пастир всіх (грец.)
- Памвон — мч.: черв. 5 багатоголосий (грец.)
- Памфалон — мч.: трав. 17 з усіх родів (грец.)
- Памфамир — мч.: трав. 17 всього позбавлений (грец.)
- Памфил — мч.: лют. 16, серп. 12 якого всі люблять, всім дорогий, улюбленець (грец.)
- Панкратій (Пагкратій) — сщмч.: лют. 9, лип.9; прп.: лют. 9, серп. 28 всемогутній, всевладний (грец.)
- Пансофій — прмч.: січ.15 — премудрий (грец.)
- Пантелеймон — вмч.: лип. 27 милостивий, ласкавий, жалісливий (грец.)
- Панхарій — мч.: бер. 19 всім милий (грец.)
- Папа — мч.: бер. 16 батько (грец., лат.)
- Папила — мч.: жовт. 13 батечко (грец.)
- Папій — мч.: січ. 31, лют. 3, бер. 10, черв. 7, лип.7 батько (лат.)
- Парамон — мч.: лист. 29 міцний, надійний, вірний (грец.)
- Пард — прп.: груд. 15 барс
- Паригорій — мч.: січ. 29 переконуючий, втішаючий (грец.)
- Пармен — ап.: січ. 4, лип. 28 залишаюся; стійко тримаюся (грец.)
- Парменій — мч.: Ил, 30 (грец.)
- Парод — мч.: січ. 22 дорога, вихід (грец.)
- Парфеній — свт.: лют. 7; блж.: черв. 23 дівственик, незайманий, непорочний (грец.)
- Пасикрат — мч.: квіт. 24 вседержитель (грец.)
- Патапій (Потап) — прп.: груд. 8
- Патермуфий — мч.: вер. 17; прмч.: лип. 9; прп.: лип. 9
- Патрикій (Патрик, Патриккей, пол. Патриціуш) — сщмч.: трав. 19, черв. 23; прп.: бер. 20 — патрицій (від pater батько; лат.)
- Патров — ап.: січ. 4, лист. 5 той, що йде за батьком (грец.)
- Патрокл — мч.: серп. 17 отча слава (грец.)
- Пафнутій — сщмч.: квіт. 19; прмч.: вер. 25; прп.: лют. 15, трав. 1, серп. 28
- Пахомій — прп.: трав. 15, черв. 23 і в суботу після Богоявлення
- Пелій — мч.: вер. 17 бігун, глиняний (грец.)
- Пеон — мч.: черв. 1 лікар (грец.)
- Перегрин — мч.: лип. 6, 7 мандрівник (лат.)
- Петро (Петрик, Петрусь, рос. Пётр, Петя, англ. Пітер / Peter, ісп. Педро, лат. Petrus) — ап.: січ. 16, черв. 29, 30; свт.: січ. 9, трав. 3, серп. 24, вер. 10, жовт. 5, груд. 21; сщмч.: жовт. 4, лист. 25; мч.: січ. 12, 13, 22, 26, бер. 24, трав. 18, серп. 9, вер. 3, 23, груд. 28; прп.: лют. 1, трав. 23, черв. 12, 30, лип. 1, вер. 13, жовт. 9, лист. 25; прав.: трав. 23, вер. 22; блгв, царь;.січ. 30; блгв. кн.: черв. 23, 25, лист. 22 камінь, скеля (грец.)
- Пигасій — мч.: лист. 2 джерело (грец.)
- Пимен (Пимон) — прп.: трав. 8, серп. 7, 27, 28, вер. 28 пастух, пастир, керівник, наставник (грец.)
- Пинна — мч.: січ. 20, черв. 20 перламутрова черепашка (грец.)
- Пионий (Пивон) — сщмч.: бер. 11 тучний, огрядний (грец.)
- Пиор — прп.: серп. 28
- Пирр — прп.: трав. 7 (груз.)
- Пист — мч.: серп. 21 вірний (грец.)
- Питирим — свт.: січ. 29, лип. 28, серп. 19
- Платон — мч.: лист. 18; прп.: квіт. 5 широкоплечий, плечистий, огрядний (грец.)
- Полієвкт — мч.: січ. 9, квіт.15, груд. 19 сподіваний, довгоочікуваний, жаданий (грец.)
- Полієн — сщмч.: трав. 19; мч.: серп. 18 багатохвальний (грец.)
- Полікарп — сщмч.: лют. 23; мч.: квіт. 2; прп.: лют. 23, лип. 24, вер. 28 рясноплідний, плодючий, родючий (грец.)
- Поліхроній — мч.: лип. 30, жовт. 7; прп.: лют. 23 багаторічний (грец.)
- Полувій (Поливій) — свт.: трав. 12 той, що має багато засобів до життя (грец.)
- Помпей — мч.: лип. 7 провідний (грец.)
- Помпій — мч.: квіт. 10, жовт. 28, груд. 23
- Понтій — мч.: серп. 5 від Понту, морський (грец.)
- Поплій — прп.: січ. 25 загальнонародий (лат.)
- Порфирій — свт.: лют. 26; мч.: лют. 10, 16, вер. 15, лист. 9, 24 пурпуровий, багряний (грец.)
- Пота — мч. лип. 1  — володіючий (лат.)
- Прилідіан — мч.: вер. 4
- Приск — мч.: бер. 9, вер. 21  — старий (лат.)
- Пров — мч.: жовт. 12, груд. 19  — чесний, добрий (лат.)
- Провій — мч.: черв. 23
- Прокес — мч.: квіт. 11  — хід, успіх (лат.)
- Прокл — свт.: лист. 20; мч.: лип. 12; прп.: січ. 14  — далекий (лат.)
- Прокопій (Прокіп, Прокіпій) — вмч.: лип. 8, лист. 22; прп.: лют. 27; блж.: лип. 8, груд. 21; прав.: лип. 8  — випереджуючий, встигаючий (грец.)
- Прокул — мч.: квіт. 21, лип. 30
- Прот — мч.: груд. 24 — перший (грец.)
- Протасій — мч.: жовт. 14  — той, що стоїть попереду строю (грец.)
- Протерій — сщпч;. лют. 28  — передуючий (грец.)
- Протоген — свт.: серп. 25  —первонароджений (грец.)
- Протолеон — мч.: квіт. 23  — перший лев (грец.)
- Прохор — ап:. січ. 4, лип. 28; прп.: січ. 15, лют.10, черв. 23, вер. 28 заспівувач (грец.)
- Псой — прп.: серп. 9 (єгип.)
- Публій — мч.: бер. 13 народний (лат.)
- Пуд — ап.: січ. 4, квіт. 15
- Пуплій — мч.: бер. 15; прп.: квіт. 5 народний (лат.)

## Р
- Равул (Равула) — прп.: лют. 19
- Ражден — мч.: серп. 3 (груз.)
- Розумник — мч.: груд. 12 (слов.)
- Рафаїл (Рафаель, Рафаел, англ. Raphael, Rafael / скор. Rafa, пол. Рафал / Rafal)- архангел: лист. 8 зцілення Боже (євр.)
- Реас — мч.: бер. 26
- Ревокат — мч.: лют. 1 відкликаний (лат.)
- Рикс — мч.: лип. 6 царь (лат.)
- Римма — мч.: січ. 20, черв.20 кидати, кинутий (грец.)
- Родион (Іродион, Родіон) — ап.: січ. 4, лист. 10 — трояндовий, мешканець острова Родос (грец.)
- Родопіан — мч.: квіт. 29 рожевий (грец.)
- Роман (Ромчик, Ромко, рос. Рома, Ромка, Ромочка, розм. пол. Ромусь, іт. Romano) — мч.: січ. 29, серп. 10, лист. 18; прп.: черв. 23, жовт. 1, лист. 27; 6лгв. кн.: лют. 3,трав. 2, 23, лип. 19, 24 римський (лат.); кріпкий (грец.)
- Ромил — мч.: бер. 15, вер. 6 кріпкий (грец.)
- Ростислав (Ростик)- блгв. кн.: бер. 14 (слов.)
- Рустик — мч.: жовт. 3 сільський (лат.)
- Руф — ап.: січ. 4, квіт. 8; мч.: квіт. 29, лип. 6; прп.: квіт. 8, серп. 28 дружба; рудий
- Руфин — мч.: бер. 10, квіт. 7, лип. 6 рудий

## С
- Сава — рівноап.: лип.27; свт.: січ. 12, лют. 8, серп. 30; мч.: квіт. 15, 24; прп.: січ. 14, 19, бер. 25, квіт. 24, черв. 13, серп. 27, 28, вер. 28, жовт. 1, груд. 3, 5; прав.: черв. 23 — вино (д.-євр.)
- Саватій — мч.: вер. 19; прп.: серп. 8, вер. 27 суботній, народжений в суботу (д.-євр.)
- Савел — мч.: черв. 17 тяжкий труд (д.-євр.)
- Саверій — сщмч.: лист. 20
- Савин — свт.: трав. 12, жовт.15; мч.: січ. 30, бер.13,16
- Садок — сщмч.: лют. 20, жовт. 19 царський друг (перс.)
- Сакердон — мч.: бер. 9 священник (лат.)
- Саламан — прп.: січ. 23 мирний (євр.)
- Самей — прор.: січ. 9 кого почув Бог (д.-євр.)
- Самон — мч.: лист. 15 тучний, кріпкий, огрядний (д.-євр.)
- Сампсон — прп.: черв. 27 сонячний (д.-євр.)
- Самуїл (Самуіл, Самуель, англ. Сем, Семюел, Samuel)- прор.: серп. 20; мч.: лют. 16 почутий Богом (євр.)
- Сарвил — мч.: вер. 5, жовт.15, 28
- Сасоній — мч.: лист. 20
- Сатир — мч.: лют. 1
- Саторин — мч.: бер. 10 з м. Сатурії (лат.)
- Саторнил — мч.: лют. 1
- Саторнин — мч.: лип. 7, груд. 23
- Саторній — мч.: квіт. 28
- Сатур — мч.: лип. 6 ситий (лат.)
- Сатурнин — мч.: черв. 3,7
- Святослав — 6лгв. кн.: черв. 23
- Севастіан (Себастіан, рос. Сева, Sebastian) — мч.: лют. 26, бер. 20, груд. 18; прп.: лют. 26, трав. 23, груд. 18 високошановний, високоповажний, священний (грец.)
- Северин — мч.: черв. 4 суворий (лат.)
- Северіан — мч.: бер. 9, квіт.18, черв. 4, серп. 22, вер.9
- Севир — мч.: серп. 20; прп.: черв. 27 суворий (лат.)
- Секунд — мч.: лют. 1 -другий, благополучний (лат.)
- Селафиїл (Селафіел, Селафіель, Селафіїл, Selafiel)- архангел: лист. 8 молитва до Бога (євр.)
- Селевк — мч.: вер. 13 коливаючий, хитливий (грец.)
- Селевкій — мч.: лют. 16
- Селіній — мч.: черв. 5 місячний (грец.)
- Сенніс — мч.: лип. 30
- Серапіон (Серафіон) — свтп.: бер. 16; мч.: січ. 31, бер. 10, трав. 24, черв. 23, лип. 13, серп. 18, вер. 13; прп.: квіт. 7, трав. 14, 15, черв. 27, вер. 7
- Серафим — прп.: січ. 2, лип. 19 вогненний, полум'яний (д.-євр.)
- Сергій (Сергійко, Сергійчик, рос. Сергей, Серьожа, лат. Sergius)- сщмч.: січ.31, лип. 31; мч.: жовт. 7; прп.: січ. 14, бер. 20, трав. 19, черв. 23, 28, лип. 5, вер. 11, 25, 28, жовт. 7 (лат.)
- Сивел — мч.: серп. 5
- Ситиц — мч.: бер. 26
- Сикст — сщмч.: серп.10 вирівняний (грец.)
- Сила — ап.: січ. 4, лип. 30; мч.: бер. 26 мовчання, спокій (д.-євр., лат.)
- Силан — мч.: черв. 4
- Силуан — ап.: січ. 4, лип. 30; мч.: лип. 10; прп.:черв. 10, лип. 10, серп. 28, вер. 11 лісовий (лат.)
- Сильван (Сільван) — сгцмч.: трав. 4; мч.: січ. 25, 29, жовт. 14 лісовий (лат.)
- Сильвестр — свт.: січ. 2; прп.: січ. 2, квіт. 25, трав. 23, вер. 28 лісовий (лат.)
- Симеон — Богоприємец: лют. 3; ап-: січ. 4, квіт.27; свт.: лют. 3, черв. 6; сщмч.: квіт. 17; мч.:трав. 18; прп.: січ. 26, лют. 13, бер. 12, квіт. 5,трав. 24, вер. 1; прав:. вер. 12, груд. 18; блж.:лип. 21 слухати, чути (євр.)
- Симон (Сімон, англ. Саймон / Simon, євр. Шимон, Шімон) — ап.: трав. 10, черв. 30; свт.: трав. 10,черв. 23, вер. 28; прп.: лип. 12, лист. 24 чути, слухати (євр.)
- Симфоріан — мч.: груд. 18 той, що сприяє (грец.)
- Сионій — мч.: січ. 22 від гори Сион (д.-євр.)
- Сисиній — мч.: бер. 9, черв. 7, лип. 10, лист. 23
- Сисой — прп.: лип. 6, серп. 28, вер. 28, жовт. 24
- Смарагд — мч.: бер. 9, черв. 7 (грец.)
- Созонт — мч.: вер. 7 який рятує (грец.)
- Сократ — мч.: квіт. 21 зберігаючий (грец.)
- Солохон — мч.: трав. 17
- Сонирил — мч.: бер. 26
- Сосипатр — ап.: січ. 4, квіт. 28, лист. 10 рятуючий батька (грец.)
- Соссій (Сос) — мч.: квіт. 21 здоровий (грец.)
- Сосфен — ап.: січ. 4, бер. 30, груд. 8; мч.: вер. 16 зберігаючий кріпость (грец.)
- Софонія — прор.: груд. 3 Господь захищає (д.-євр.)
- Софроній — свт.: бер. 11, 30, черв. 23, 30, груд. 9; прп.: бер. 11, трав. 11, серп. 28 із здоровим розумом, розсудливий, розважливий (грец.)
- Спевсип — мч.: січ. 16 швидкий кінь (грец.)
- Спиридон — свт.: серп. 30, груд. 12; прп:. вер. 28, жовт.31 кошик (грец.)
- Стахій (Стах) — ап:. січ. 4, жовт. 31 щасливий (грец.)
- Стефан (Степан, Степанко, Степанчик, рос. Степа, англ. Steven / Стівен) — ап.: січ. 4, серп. 2, вер. 15, груд. 27; свт.: квіт. 26, 27, трав. 17, груд. 15; сщмч.: серп. 2; мч.: бер. 24, трав. 24, лист. 11, 28, груд. 17; прмч.: лист. 28; прп.: січ. 14, лют. 13, бер. 28, трав. 7, черв. 12, 23, лип.13, 14, жовт. 28, груд. 9; прав.: лип. 19, жовт. 4, 30, груд. 2, 10 вінець (грец.)
- Стратон — мч.: серп. 17 військовий (грец.)
- Стратоник — мч.: січ. 13, вер. 9, 13 переможець війська (грец.)
- Стратор — мч.: вер. 9
- Суїмвл — мч.: бер. 26
- Сухій — мч.: квіт. 15 (груз.)

## Т
- Тавріон — мч.: лист. 7 воловий (грец.)
- Талале — мч.: квіт. 15 (груз.)
- Тарасій (Тарас, Тарасик, Тарасьо, Тарасько, гр. Tarasios) — свт.: лют. 25; прав.: бер. 9 бунтівник або житель міста Тарасос — суч. Барі, півд. Італія (грец.)
- Тарах — мч.: жовт. 12 беспокойство, неспокій, хвилювання (грец.)
- Тарачан — мч.: трав. 18 (груз.)
- Татіон — мч.: серп. 24
- Терентій — сщмч.: черв. 21; мч.: бер. 13, квіт.10, жовт. 28 той, що розтирає, полірує (грец.)
- Тертій — ап.. січ. 4, жовт. 30, лист. 10 трегій (лат.)
- Тивуртій — мч.: лист. 22, груд. 18 з міста Тивура
- Тигрій — сгцмч,: черв. 16 тигровий, тигрячий (грец.,лат.)
- Тимолай — мч.: бер. 15 який шанує народ (грец.)
- Тимон — ап.: січ. 4, лип. 28, груд. 30 який шанує, поважає (грец.)
- Тимофій (Тимотей, пол. Tymoteusz, англ. Timothy) — ап.: січ. 4, 22; сщмч.: черв. 10; мч.: січ. 24, трав. 3, серп. 19, груд. 19; прп.: лют.21; блгв. кн.: трав. 20 шануючий Бога, богобоязливий (грец.)
- Тит — ап.: січ. 4, серп. 25; прп-: лют. 27, квіт. 2,серп. 28, вер. 28 шанований (грец.)
- Тихик — ап.: січ. 4, груд. 8 випадковий, благополучний (грец.)
- Тихін — свт.: січ. 31, бер. 25, черв. 16, серп. 13,вер. 26; прп.: черв. 16, 26 і в першу неділюпісля 29 черв. щасливий, щасливець (грец.)
- Транквилін — мч.: груд. 18 спокійний (лат.)
- Тривимій — мч.: бер. 1 спокійний (лат.)
- Трифилій — свт.: черв.13 трилисник, конюшина (грец.)
- Трифон — свт.: квіт. 19; мч.: лют. 1; прп.:жовт. 8, груд. 15 роскішний, який живе в розкошах (грец.)
- Троадій — мч.: бер. 2-з Трої
- Трофим — ап.: січ. 4, квіт. 15; сщмч.: бер. 16;мч.: бер. 18, лип. 23, вер. 19 годувальник або вихованець, годованець (грец.)
- Турвон — мч.: січ. 16 вихорь, натовп (лат.)

## У
- Уалент — див. Валент
- Уалентин — див. Валентин
- Уалериан — див. Валеріан
- Уалерий — див. Валерій
- Уар (Увар) — мч.: жовт. 19
- Урван (Урбан) — ап.: січ. 4, жовт. 31; мч.: черв. 23, вер. 4,5- міський, ввічливий (лат.)
- Уриїл (Урі, Уріел, Уріель) — архангел'. лист. 8 світло Боже (д.-євр.)
- Урпасіан — мч.: бер. 9
- Устим
- Усфазан (Хусдазат) — мч.: квіт. 17

## Ф
- Фавій — сщмч.: серп.5 бобовий (лат.)
- Фавмасій — мч.: квіт. 29 дивний (грец.)
- Фавст — сщмч.: вер. 6; мч.: квіт. 21, трав. 24, жовт. 4; прп.: серп. 3 благополучний, щасливий (лат.)
- Фавстіан — мч.: квіт. 28.
- Фадей — ап.: січ. 4, черв. 30, серп. 21; прп.:трав. 7, груд. 29 хвала (д.-євр.)
- Фал — сщмч.: бер. 16 молода оливова гілка (грец., лат.)
- Фалалей — мч.: трав. 20; прп.: лют. 27 квітуча олива (грец.)
- Фаласій — прп.: лют. 22 морський (грец.)
- Фантин — прп.: серп. 30
- Фармуфій — прп:. серп. 11 назва місяця (єгип.)
- Фарнакій — мч.: черв. 24
- Феаген — мч.: лист. 7 богонароджений (грец.)
- Фелікисим (Филікисим) — мч.: серп. 10 найщасливіший (лат.)
- Фелікс (Филикс) — мч.: січ. 25 щасливий (лат.)
- Фемелій — мч.: лист. 7 основа, засада (грец.)
- Фемистокл (Фемистоклей) — мч.: груд. 21 прославлений за правосуддя (грец.)
- Феоген — сіцмч.: січ. 2 богонароджений (грец.)
- Феогнід — мч.;. квіт. 29 богонароджений (грец.)
- Феогній — мч.;. серп. 21 богонароджений (грец.)
- Феогност — свт.: бер. 14 той, кого знає Бог (грец.)
- Феодор (Федір, Федь, Федик, Хведір, Хведько, Хведь, Теодор, рос. Федя) — свт.: квіт. 22, трав. 23, черв. 8,15, 23, лип. 9, лист. 28, груд. 27; сщмч.: лип. 4, груд. 3; мч.: лют. 8,14,17, 22, бер. 6, квіт.10, 21, трав. 24, черв. 8, лип. 12, вер. 4, 5, 12, 20, лист. 6, 23; прмч.: серп. 11, вер. 28; прп.: січ. 26, лют. 17, квіт. 20, трав. 16, черв. 5, серп.11, 28, лист. 11, ГОVД. 27; блж.: січ. 19; блгв. кн.: бер. 5, 21, трав. 21, 23, черв. 5, вер. 19 Божий дар (грец.)
- Феодорит — сщмч.: бер. 8; мч.: квіт. 15 Богодарований (грец.)
- Феодосій (Теодосій, Теодозій) — свт.: лют. 5, вер. 9; мч.: бер. 27; прп;. січ.11,28,трав. 3,черв. 23,серп. 14, 28, вер. 2 Богом даний (грец.)
- Феодот (Богдан, Бодьо, Богданко, Бодько, Теодот) — сщмч.: бер. 2; мч.: лют. 19, квіт. 29, трав. 18, черв. 7, вер. 2, 15, лист. 7 Богом даний (грец.)
- Феодох — мч.: лист. 7 Богоприємец (грец.)
- Феодул — мч.: лют. 16, бер. 9, квіт. 5, трав. 2, черв. 18, жовт. 28, лист. 7, груд. 23; прп.: січ. 14, груд. 3 Божий раб (грец.)
- Феоктирист (Феостирикт) — мч.: лют. 29 в Бозі утверджений (грец.)
- Феоктист — свт.: січ. 23, груд. 23; мч.: жовт. 2; прп.: січ. 4, вер. 3 Боже творіння (грец.)
- Феона — мч.: січ. 5, квіт. 19; прп.: квіт. 5 той, кому допомагає Бог (грец.)
- Феопемпт (Феопент) — сщмч.: січ. 5 Божий посланець (грец.)
- Феопист — мч.: вер. 20 Богу вірний (грец.)
- Феопрепій (Боголіп) — мч.: бер. 23, серп. 22 Боголіпний (грец.)
- Феостирикт — прп.: лист. 10 утверджений в Бозі (грец.)
- Феостих — мч.: квіт. 29 Божий порядок (грец.)
- Феотекн — мч.: жовт. 10 Боже дитя (грец.)
- Феотих — мч.: груд. 14 в Бозі щасливий (грец.)
- Феофан — свт.: січ. 10, жовт. 11; прп.: бер. 12, черв.10, вер. 9, 28, 29, жовт. 11 Богоявлення, Богом явлений (грец.)
- Феофил (Теофіл) — свт.: серп. 28, жовт. 26; мч.: січ. 8, 30, лют. 6, бер. 6, 9, лип. 23, вер. 3, лист. 7, груд. 28; прп.: черв. 12, вер. 28, жовт. 10, 21, 24, груд.2, 29 Божий друг, Богу любий (грец.)
- Феофилакт — свт.: бер. 8 Богом хранимий (грец.)
- Ферапонт (Терапон) — сщмч.: трав. 25, 27; прп.: трав. 27, груд. 12 слуга (грец.)
- Ферм — мч.: бер. 26 теплий (грец.)
- Феспесій — мч.: лист. 20 Божествений, пророцький (грец.)
- Филагрій — сщмч.: лют. 9 той, що любить село (грец.)
- Филітер — мч.: груд. 30 любитель друзів (грец.)
- Филикс — мч.: лип. 6 щасливий (лат.)
- Филимон — ап.: січ. 4, лют. 19, лист. 22; мч.: квіт. 29, груд. 14 улюблений
- Филип (Пилип) — ап.: січ. 4, черв. 30, жовт. 11, лист. 14; свт.: січ. 9, лип. 3, жовт. 5; мч.: січ. 25, лют.22, серп.17; прп.: лист. 14 любитель коней (грец.)
- Филіт — мч.: бер. 23 любий (грец.)
- Фил — мч.: бер. 26 (готф.)
- Филогоній — свт.;. груд.20 той, що любить батьків, люблячий нащадок (грец.)
- Филоктимон — мч.: бер. 9
- Филолог (Філолог) — ап.: січ. 4, лист. 5 любослов (грец.)
- Философ (Філософ) — мч.: трав. 31 любомудр (грец.)
- Филофей — мч.: січ. 29; прп.: вер. 15 Боголюб, люблячий Бога (грец.)
- Филумен — мч.: лист. 29 любий, улюблений (грец.)
- Финеєс — прав.: бер. 12
- Фирмин — мч.: черв. 24 кріпкий (лат.)
- Фирмос — мч.: черв. 24 кріпкий (лат.)
- Фирс — мч.: серп. 17, груд. 14
- Фифаїл — мч.: вер. 5
- Філадельф — мч.: трав. 10 братолюбець (грец.)
- Філарет — прав.: груд. 1 любитель чесноти (грец.)
- Флавіан — свт.: лют. 18
- Флавій (Флавіус) — мч.: бер. 9 жовтий, золотавий; білявий (лат.)
- Флегонт — ап.: січ. 4, квіт. 8 який горить, палає (грец.)
- Флор — свт.: груд. 18; мч.: серп. 18
- Флорентай — мч.: жовт. 13; прп.: серп. 23 квітучий (лат.)
- Фока — сщмч.;. лип. 22, вер. 22; мч.: квіт. 15, вер. 22 тюлень; житель Фокиди (грец.)
- Фома — див. Хома
- Форвин — прп.: квіт. 5 годуючий (грец.), киплячий (лат.)
- Фортунат — ап.: січ. 4 щасливий (лат.)
- Фостирій — прп.: січ. 5 світильник (грец.)
- Фот — мч.: жовт. 28 світло (грец.)
- Фотій — свт.: лют. 6, трав. 27, лип. 2; мч.: серп.9, 12 світло, світлий (грец.)
- Фотин — мч.: лют. 22, бер. 20 світлий (грец.)
- Фронтасій — мч.: черв. 4 сміливий, зухвалий (лат.)
- Фрументій — свт.: лист. 30 хлібний (лат.)
- Фулвіан — прав.: лист. 16
- Фусик — мч.: квіт. 17

## Х
- Харалампій (Харламп, Харлам) — сщмч.: лют. 10 сяючий радістю (грец.)
- Харисим — мч.: серп. 22 прелюб'язний (лат.)
- Харитон — мч.: черв. 1, вер. 9; прп.: вер. 28 благодатний, щедрий, який дарує милості (грец.)
- Хома — (Фома, Тома, англ. Томас / Thomas, пол. Томаш) — ап.: черв. 30, жовт. 6; свт.: бер. 21; прп.: лип. 7, груд. 10; блж.: квіт. 24 близнюк (д.-євр.)
- Херимон — мч.: жовт. 4; прп.: серп. 16 радісний (грец.)
- Хрисанф — мч.: бер. 19 золотоцвітний (грец.)
- Хрисогон — мч.: груд. 22 золотородний (грец.)
- Хрисотель — мч.: лип. 30 золотий кінець, золотовершений (грец.)
- Христофор (англ. Крістофер, Кріс, Крістоф, пол. Krzysztof, Кжисєк)- мч.: квіт. 19, трав. 9; прп.: серп. 30 христоносець (грец.)
- Худіон — мч.: бер. 9
- Хусдазат — ймв. Усфазан

## Ш
- Шалва — мч.: вер. 18 (груз.)
- Шио — прп.: трав. 7, 9

## Ю
- Ювеналій — свт.: лип. 2 юнацький (лат.)
- Ювентин — мч.: вер. 5, жовт. 9 (лат.)
- Юда — ап.: черв. 19, 30 славетний (д.-євр.)
- Юліан — свт-: лип. 13; сщмч.: черв. 3, вер. 13; мч.: січ, 8, 29, лют. 6,16, бер. 16, черв. 21, лип. 28, серп. 9, вер. 4,12, жовт. 7; прп.: черв. 21, жовт. 18 Юліїв (грец.) Юлій — прп.: черв. 21 кучерявий (грец.)
- Юрій — див. Георгій
- Юст — ап.: січ. 4, жовт. 30; мч.: лип. 14 праведний (лат.)
- Юстин — мч-: черв. 1 справедливий (лат.)
- Юстиніан — прав.: лист. 14 Юстинів

## Я
- Яків — ап.: січ. 4, квіт. 30, черв. 30. жовт. 9,23. в тиждень по Р. Х.; свт.: січ. 13, бер. 21, трав. 23, серп. 30, лист. 27; сщмч.: лист. 1; мч.: січ. 29, квіт. 10,15, серп. 9, лист. 27; прп.: січ. 13, бер. 4, 21, 24, квіт. 11, трав. 5, жовт. 21,23, лист. 26; прав.: черв. 24 запинання, той, що йде слідом (по п'ятах) (д.-євр.)
- Ярополк — див. Петро, блгв. кн.: лист. 22
- Ярослав — див. Константин, блгв. кн.: трав. 21
- Ясон — ап.: січ. 4, квіт. 28; мч.: бер. 19 цілитель (грец.)